# International Hockey League (1929–1936)
International Hockey League var en professionell ishockeyliga i Kanada och USA mellan åren 1929 och 1936. 1936 gick den samman med Canadian American Hockey League under det nya namnet International American Hockey League.

## Lag
| Buffalo Bisons           | (1929-1936) | överförd frånCanadian Professional Hockey League  |
| Cleveland Falcons        | (1934-1936) |                                                   |
| Cleveland Indians        | (1929-1934) |                                                   |
| Detroit Olympics         | (1929-1936) | överförd från Canadian Professional Hockey League |
| Hamilton Tigers          | (1929-1930) | överförd från Canadian Professional Hockey League |
| London Panthers          | (1929-1930) | överförd från Canadian Professional Hockey League |
| London Tecumsehs         | (1930-1936) |                                                   |
| Niagara Falls Cataracts  | (1929-1930) | överförd från Canadian Professional Hockey League |
| Pittsburgh Shamrocks     | (1935-1936) |                                                   |
| Pittsburgh Yellowjackets | (1930-1932) |                                                   |
| Rochester Cardinals      | (1935-1936) |                                                   |
| Syracuse Stars           | (1930-1936) |                                                   |
| Toronto Falcons          | (1929-1930) | överförd från Canadian Professional Hockey League |
| Windsor Bulldogs         | (1929-1936) | överförd från Canadian Professional Hockey League |